# Amalie Loewenberg
Amalie Loewenberg (* 14. Dezember 1889 in Culmsee, Provinz Westpreußen; † nach 1942) war eine der ersten akademischen Lehrerinnen in Preußen.

## Leben und Werk
Loewenberg war die Tochter des Kaufmanns Arnold Loewenberg. Von 1903 bis 1906 besuchte sie in Hildesheim die Städtische Höhere Töchterschule und im Anschluss daran die 1899 als Höhere Töchterschule gegründete Sophienschule Hannover. Hier konnte sie die Reifeprüfung abzulegen, denn erst 1908 war dies nach der preußischen Mädchenschulreform möglich. Als eine der ersten Frauen absolvierte sie ab 1910 ein Studium in Deutsch, Französisch und Latein in Heidelberg, München und Bonn, wo sie 1916 ihr erstes Examen ablegte. Im selben Jahr wurde sie als eine der ersten akademischen Lehrerinnen in Preußen und als die erste jüdische Studienrätin in Hildesheim an der Städtischen Höheren Töchterschule (heute Goethegymnasium) eingestellt, weil kriegsbedingt Lehrer fehlten. Zur Zeit der Weimarer Republik wurde sie Koordinatorin der Lehrerausbildung für Latein und Französisch. Sie absolvierte außerdem Sprachkurse in Paris und betreute Referendare.
Nach der Machtergreifung der Nationalsozialisten wurde sie 1933 zusammen mit der evangelischen Musiklehrerin Margarete van Biema, die ebenfalls Jüdin war, beurlaubt und dann zum 1. Dezember 1933 nach dem Gesetz zur Wiederherstellung des Berufsbeamtentums § 3 in den Ruhestand versetzt. 
1934 zog sie zu ihrer Schwester nach Berlin und vertrat 1935 in Leipzig für einige Monate eine erkrankte Lehrerin an der Israelitischen Lehranstalt. In Breslau unterrichtete sie 1936 am Jüdischen Realgymnasium, behielt aber ihre Wohnung in Berlin. Dort musste sie später gemeinsam mit ihrer Schwester in eine überfüllte Wohnung umziehen. Sie wurde zur Zwangsarbeit im Krankenhaus Berlin-Buch verpflichtet und anschließend in ein Sammellager der Synagoge Levetzowstraße gebracht. Am 13. Juni 1942 folgte ihre Deportation in das Konzentrations- und Vernichtungslager Lublin-Majdanek. Sie gilt seitdem als verschollen und kam vermutlich in der Gaskammer ums Leben. Am 24. November 1942 nahm sich ihre Schwester Erna Heimann das Leben.
Am 17. August 2010 wurde zum Gedenken an Amalie Loewenberg am Goethegymnasium Hildesheim ein Stolperstein verlegt.